# 大野透
大野 透（おおの とおる、1925年 - ）は、日本語学者。

## 来歴
第一高等学校理科から東京大学理学部物理学科へ進学。
『漢文法の溯源的研究I』で1985年に九州大学より、『万葉仮名の研究』で1987年に國學院大學より、それぞれ文学博士号を取得した。

## 著書
- 『万葉仮名の研究』 明治書院 1962年
- 『漢文法の溯源的研究I』 松雲堂書店 1968年
- 『万葉仮名の研究　続』 高山本店 1977年
- 『日本語の溯源的研究』 高山本店 1978年
- 『日本語の勘どころ』 祥伝社 1978年 ISBN 4396101317
- 『誤解だらけの日本語』 祥伝社 1990年 ISBN 4396310285
- 『老子新考』 中国書店 1995年 ISBN 4924779288